# Rachel Berry
Rachel Barbra Berry è un personaggio immaginario della serie televisiva statunitense Glee interpretato dall'attrice Lea Michele. 
Rachel è una ragazza di talento che ambisce a diventare una stella di Broadway, ma nonostante le sue capacità è una delle ragazze meno popolari del liceo McKinley di Lima (Ohio) e verrà quindi ripetutamente umiliata dai coetanei. 

## Personalità e rapporto con altri personaggi
Rachel è una ragazza piuttosto sensibile, ma lo dimostra di rado e solo alle persone a cui è più legata. È molto testarda e competitiva, motivo per il quale spesso entra in competizione con altri membri del Glee Club, in particolare con Mercedes e Santana, che non sopportano le sue manie di grandezza e la sua arroganza. È molto pressante con le altre persone e si aspetta sempre il meglio dagli altri, ma soprattutto da sé stessa. Malgrado le prese in giro a scuola, rimane costantemente convinta che diventerà una star. 
All'inizio della serie non ha molti amici; durante la seconda stagione, riuscirà a stringere un'ottima amicizia con altri due studenti del liceo McKinley: Kurt e Mercedes. 
Ha un ottimo rapporto anche con il professor Schuester, il quale però, a volte, non tollera i suoi atteggiamenti da diva, soprattutto quando esagera nelle sue esibizioni. È fin dall'inizio innamorata di Finn Hudson, con cui avrà una lunga relazione, costantemente in bilico fra litigi e malintesi, che verrà interrotta permanentemente con la morte del ragazzo. In seguito, si fidanzerà e si sposerà con Jesse, con cui aveva già avuto una relazione nella prima stagione. Inizialmente, inoltre, ha un'accesa rivalità con Quinn Fabray, visto l'interesse di entrambe verso Finn, ma col passare del tempo le due stringeranno una forte amicizia. 

## Biografia
È nata il 18 dicembre 1994, figlia di una coppia interrazziale omosessuale che la ottenne attraverso gestazione per altri. Le venne dato questo nome in onore di Barbra Streisand e del personaggio di Rachel Green nella sitcom Friends, di cui i suoi genitori erano fan.
Rachel, da sempre appassionata di canto e ballo, decide di partecipare all'audizione del Glee club di Will Schuester con la canzone On My Own tratta dal musical Les Misérables per aumentare la sua fama e la sua popolarità, sperando di trovare un ragazzo che fino ad allora non aveva mai avuto.
Non è una ragazza molto popolare a scuola, infatti, viene spesso presa di mira dai giocatori di football e dalle cheerleader che non le risparmiano atti di bullismo. Quando Finn Hudson, il popolare quarterback della scuola, entra a far parte del Glee Club, Rachel si innamora subito di lui. I due si baciano, ma Finn, preso dai sensi di colpa, ritorna dalla sua ragazza, Quinn Fabray, la quale, accortasi del rapporto speciale nato tra i due, decide di intralciare la loro relazione.
Rachel decide di uscire dal Glee Club quando il professor Schuester assegna un assolo che lei desiderava fortemente a Tina Cohen-Chang. Ottiene poi la parte principale nel musical scolastico Cabaret ideato dalla perfida Sue Sylvester e da Sandy Ryerson per distruggere il Glee Club, rubandogli la star principale. Rachel chiede a Finn di aiutarla ad imparare le battute per il musical, ma quando Finn la invita a giocare a bowling e la bacia, la riesce a convincere a tornare al Glee.
Successivamente Rachel decide di intraprendere una relazione con Noah Puckerman, un giocatore di football che spesso si prendeva gioco di lei. La loro storia però dura pochissimo, poiché la ragazza capisce di avere in comune con lui solo la religione ebraica e di provare ancora qualcosa per Finn, che però è ancora fidanzato con Quinn Fabray e non ha intenzione di lasciarla, dato che lei lo ha convinto di essere il padre del bambino che aspetta, anche se in realtà quest'ultimo è Noah Puckerman.
Durante l'esibizione alle gare provinciali Rachel mostra tutto il suo talento interpretando Don't Rain on My Parade, tratto dal musical Funny Girl, portando la sua squadra alla vittoria. Vinte le provinciali, Rachel scopre che il bambino di Quinn è di Puck e avverte Finn, che arrabbiato lascia Quinn e picchia Puck. Rachel inizia ad uscire con Finn, però dopo un breve periodo il ragazzo decide di prendersi una pausa e rompe con lei, spezzandole il cuore.
Finn si pente subito di averla lasciata ma Rachel ha già voltato pagina. La ragazza, infatti, esce con Jesse St. James, il capitano dei Vocal Adrenaline, la squadra avversaria delle Nuove Direzioni alle prossime gare regionali. I compagni di Rachel non vedono di buon occhio la relazione col nemico, pensano infatti che Jesse stia solo usando Rachel per vincere, quindi chiedono alla ragazza di decidere tra il Glee Club o l'amore. Rachel finge di aver rotto con Jesse per rimanere nella squadra, ma continua a vedersi con lui di nascosto. Jesse cerca di spingere Rachel a perdere la verginità con lui ma la ragazza non è pronta. Jesse, per mostrarle il suo amore, decide di trasferirsi al liceo McKinley e di entrare a far parte delle Nuove Direzioni. Finn non prende bene l'arrivo di Jesse al McKinley e cerca di riconquistare Rachel in qualche modo, ma Jesse glielo impedisce.
Rachel, durante lo svolgimento di un compito assegnato per il Glee club, crea un video nel quale coinvolge, oltre al suo ragazzo, anche i due ex-fidanzati Finn e Puck. Rachel e Jesse litigano a causa del comportamento della ragazza che sembra prediligere la popolarità all'amore e si lasciano.
Una volta rientrato dalle vacanze, Jesse perdona Rachel, la quale gli svela il suo sogno più grande: quello di ritrovare la sua madre biologica. Quest'ultima si tratta di Shelby Corcoran, la coach dei Vocal Adrenaline, che ha ingaggiato Jesse per fare amicizia con sua figlia. Rachel e sua madre finalmente si conoscono, ma l'incontro non soddisfa le due donne perché è passato troppo tempo e il rapporto non può essere facilmente ricucito.
Jesse ritorna inaspettatamente nei Vocal Adrenaline ed insieme ai suoi compagni umilia pesantemente Rachel per farle perdere la fiducia in sé stessa. Rachel è particolarmente sottotono ed è poco motivata a vincere le regionali. Solo Finn riesce a farle ritrovare il coraggio e l'ottimismo, poi i due si baciano e lui le confessa di amarla ancora.
Durante la gara alle regionali, Rachel chiede a Shelby di lasciare i Vocal Adrenaline e di diventare la direttrice delle Nuove Direzioni, ma la donna declina l'offerta spiegandole che vuole costruirsi una famiglia. Shelby adotta così la bimba partorita da Quinn. Le Nuove Direzioni perdono contro i Vocal Adrenaline classificandosi terzi, Rachel e Finn però iniziano finalmente ad essere una coppia ufficiale.
Dopo mesi di felicità Rachel viene a sapere che Finn aveva perso la verginità con Santana prima che loro stessero insieme. Rachel quindi mente a Finn dicendogli di aver avuto la sua prima volta con Jesse, ed è gelosa del fatto che Finn non abbia saputo resistere alle avances della cheerleader. Quando Rachel e Finn fanno pace, giurando di dirsi sempre la verità, così Rachel racconta al fidanzato che, per vendetta, nel breve periodo in cui è stata arrabbiata con lui ha baciato Puck, ma non è andata oltre anche perché il ragazzo non se la sentiva di tradire Finn di nuovo. Finn rimane molto ferito dall'accaduto e non concorda con Rachel sul fatto che i loro errori si annullino, perché quando lui era andato con Santana non erano ancora fidanzati, quindi decide di lasciarla.
In un primo momento Rachel cerca di riconquistare Finn, ma il ragazzo non è ancora disposto a perdonarla. Infatti, nell'episodio Buon natale, Rachel canta a Finn Last Christmas e Finn si unisce a lei, ma al termine della canzone fugge via.
Nell'episodio Stupide canzoni d'amore Rachel tenta nuovamente di riconquistare Finn, baciandolo allo stand dei baci che quest'ultimo aveva aperto per San Valentino nel tentativo di raccogliere fondi per il Glee Club, ma il ragazzo le dà soltanto un bacio sulla guancia. Quando Rachel chiede spiegazioni, Finn le porge una collana con una piccola stella, il regalo di Natale che le aveva preparato, le dichiara di credere in lei e la spinge a dedicarsi completamente a sé stessa e al suo canto. Rachel alla fine della puntata canta Firework dicendo di essere stata ispirata da Finn.
In vista delle regionali Rachel propone al Glee Club di scrivere canzoni originali per vincere, ma quando la questione viene messa ai voti nessuno pare sostenerla. Alla fine dell'episodio Tornare in cima Finn mostra invece tutto il suo supporto alla causa della ragazza, dicendo che solo lei può portarli all'agognata vittoria.
La giovane si mette quindi al lavoro e scrive un primo pezzo intitolato My Headband e lo canta ad un perplesso Finn, che la rimprovera di non saper scrivere se non di cose futili dato che non pensa mai a divertirsi. Per dimostrare a Finn che ha torto, Rachel, con l'aiuto di Puck, organizza un party alcolico a casa sua, durante il quale bacia Blaine Anderson. Dopo un primo appuntamento e un bacio da sobri Blaine lascia Rachel, affermando di essere al 100% gay.
Negli ultimi giorni prima delle regionali Rachel scrive un nuovo pezzo originale intitolato Only Child ma neanche questo convince Finn. Per aiutare la ragazza a scrivere la canzone per le regionali si propone Quinn, nel tentativo di allontanare Rachel da Finn. Dopo un primo momento di amicizia Quinn fa un discorso a Rachel, nel quale la convince che non riuscirà mai ad avere Finn, così Rachel fugge piangendo e ancora in lacrime inizia a scrivere Get It Right. Alle regionali canta questo pezzo, dedicandolo a Finn, che osservandola dalle quinte risulta molto commosso.
Nell'episodio Born this way durante le prove di una coreografia Finn colpisce Rachel in faccia, provocandole la rottura del naso. Arrivata dal dottore questo propone a Rachel un ritocco al naso per sistemare il gonfiore dovuto alla rottura e la ragazza inizia a riflettere seriamente su questa ipotesi. In un primo momento, decide di rifarsi il naso per farlo assomigliare a quello di Quinn, ma Kurt e gli altri membri delle Nuove Direzioni la convincono a rinunciare all'intervento.
In Pettegolezzi Finn chiede a Rachel di aiutarlo a spiare Sam, temendo che Quinn lo tradisca con il biondo giocatore di football. Una prima sera vedono Sam proprio con Quinn, ma la sera dopo vedono il giovane con Kurt e così accusano Sam pubblicamente. In questo modo i due si riavvicinano molto e Rachel canta Go Your Own Way rivolgendo spesso lo sguardo a Finn. Solo dopo si scopre che Sam è in pessime condizioni finanziarie e Kurt e Quinn lo stavano semplicemente aiutato.
Con l'avvicinarsi del ballo nascono però nuovi problemi: Jesse torna e si scusa con Rachel, unendosi a lei per cantare Rolling in the Deep. Lei lo perdona e i due, insieme a Sam e Mercedes, vanno al ballo della scuola. Lì Rachel e Jesse ballano insieme divertendosi ma Finn, preso da un attacco di gelosia, inizia ad accusare Jesse e i due iniziano a picchiarsi proprio nel bel mezzo del ballo e vengono così allontanati.
Nell'episodio successivo Rachel partecipa alle audizioni per ottenere un assolo durante le nazionali e canta My Man emozionando tutti. Alla fine dell'episodio Jesse e Rachel si incontrano in auditorium e si baciano, sotto lo sguardo di un Finn dal cuore spezzato, nascosto dietro le quinte.
Arrivati a New York ogni sogno sembra realizzarsi per Rachel. Finn è però deciso a riconquistarla, così organizza una serata romantica per lei, invitandola a cena nel famoso ristorante Sardi's, dove incontreranno anche l'idolo di Kurt e Rachel, Patti LuPone. Usciti dal ristorante Finn tenterà di baciare Rachel, ma lei fugge via, temendo che l'amore per Finn la possa distrarre dal suo sogno di tornare a New York per il college. La mattina dopo sarà Kurt a ispirare la giovane portandola prima a fare colazione da Tiffany, poi dentro il Gherswin Theater, teatro del musical Wicked, dove i due canteranno For Good. Alla fine della canzone Rachel ringrazia Kurt, affermando che il suo destino è di stare su quel palco, e che non permetterà a nessuno, neanche a Finn, di allontanarla da ciò.
Alle nazionali, prima di entrare in scena, Rachel e Finn parlano di ciò che provano l'uno per l'altra, ma lei conclude dicendo che vuole solo concentrarsi sulla sua carriera. I due si esibiscono in un duetto sulle note di Pretending, canzone originale scritta da Finn proprio per Rachel. Alla fine della canzone i due si baciano lasciando a bocca aperta Will, Jesse e tutto il resto del pubblico. I ragazzi però non riescono a qualificarsi e la colpa di ciò viene affidata al bacio tra Finn e Rachel, giudicato non professionale. Tornati a Lima i due si baciano di nuovo e tornano definitivamente insieme. La loro felicità dura poco, in seguito alla morte improvvisa e inaspettata dell'attore Cory Monteith che recitava la parte di Finn. Rachel si sposerà in seguito con Jesse St. James, diventerà la madre surrogata per Kurt e Blaine e vincerà anche un Tony.

## Performance musicali
| Episodio                   | Titolo della canzone                                  | Artista originale                                      | Con                                                                                                |
| -------------------------- | ----------------------------------------------------- | ------------------------------------------------------ | -------------------------------------------------------------------------------------------------- |
| Voci fuori dal coro        | On My Own                                             | Les Misérables                                         | Solista                                                                                            |
| Voci fuori dal coro        | Sit Down, You're Rockin' the Boat                     | Guys And Dolls                                         | Nuove Direzioni                                                                                    |
| Voci fuori dal coro        | You're the One That I Want                            | Grease                                                 | Nuove Direzioni                                                                                    |
| Voci fuori dal coro        | Don't Stop Believin'                                  | Journey                                                | Nuove Direzioni                                                                                    |
| La strada per il successo  | Le Freak                                              | Chic                                                   | Nuove Direzioni                                                                                    |
| La strada per il successo  | Gold Digger                                           | Kanye West feat. Jamie Foxx                            | Nuove Direzioni e Will Schuester                                                                   |
| La strada per il successo  | Push It                                               | Salt-n-Pepa                                            | Nuove Direzioni                                                                                    |
| La strada per il successo  | Take a Bow                                            | Rihanna                                                | Mercedes Jones e Tina Cohen-Chang                                                                  |
| La scoperta di un talento  | Taking Chances                                        | Platinum Weird/Céline Dion                             | Solista                                                                                            |
| Un grande ritorno          | Don't Stop Believin'                                  | Journey                                                | Nuove Direzioni                                                                                    |
| Un grande ritorno          | Maybe This Time                                       | Cabaret                                                | April Rhodes                                                                                       |
| Un grande ritorno          | Cabaret                                               | Cabaret                                                | Solista                                                                                            |
| Un grande ritorno          | Last Name                                             | Carrie Underwood                                       | Nuove Direzioni e April Rhodes                                                                     |
| Un grande ritorno          | Somebody to Love                                      | Queen                                                  | Nuove Direzioni                                                                                    |
| Vitamina D                 | Halo/Walking on Sunshine                              | Beyoncé/Katrina and the Waves                          | Quinn Fabray, Mercedes Jones, Tina Cohen-Chang, Santana Lopez e Brittany Pierce                    |
| Guerra aperta              | Ride With Me                                          | Nelly feat. City Spud                                  | Nuove Direzioni                                                                                    |
| Guerra aperta              | No Air                                                | Jordin Sparks feat. Usher                              | Gruppo di Will Schuester                                                                           |
| Guerra aperta              | Keep Holding On                                       | Avril Lavigne                                          | Nuove Direzioni                                                                                    |
| L'unione imperfetta        | Bust a Move                                           | Young MC                                               | Nuove Direzioni e Will Schuester                                                                   |
| L'unione imperfetta        | What a Girl Wants                                     | Christina Aguilera                                     | Solista                                                                                            |
| L'unione imperfetta        | Sweet Caroline                                        | Neil Diamond                                           | Nuove Direzioni e Noah Puckerman                                                                   |
| Musica su 2 ruote          | Defying Gravity                                       | Wicked                                                 | Kurt Hummel                                                                                        |
| Musica su 2 ruote          | Proud Mary                                            | Creedence Clearwater Revival (versione di Tina Turner) | Nuove Direzioni                                                                                    |
| Canzoni d'amore            | Endless Love                                          | Lionel Richie e Diana Ross                             | Will Schuester                                                                                     |
| Canzoni d'amore            | Crush                                                 | Jennifer Paige                                         | Solista                                                                                            |
| Canzoni d'amore            | Lean on Me                                            | Bill Withers                                           | Nuove Direzioni                                                                                    |
| Capellografia              | You're the One That I Want                            | Grease                                                 | Finn Hudson                                                                                        |
| Capellografia              | Hair/Crazy in Love                                    | Hair/Beyoncé feat. Jay-Z                               | Nuove Direzioni                                                                                    |
| Capellografia              | Imagine                                               | John Lennon                                            | Haverbrook Deaf Choir e Nuove Direzioni                                                            |
| Capellografia              | True Colors                                           | Cyndi Lauper                                           | Nuove Direzioni                                                                                    |
| La televendita             | Smile                                                 | Lily Allen                                             | Finn Hudson                                                                                        |
| La televendita             | When You're Smiling                                   | Louis Armstrong                                        | Solista                                                                                            |
| La televendita             | Jump                                                  | Van Halen                                              | Nuove Direzioni                                                                                    |
| La televendita             | Smile                                                 | Charlie Chaplin                                        | Nuove Direzioni                                                                                    |
| Le provinciali             | Don't Rain on My Parade                               | Funny Girl                                             | Solista                                                                                            |
| Le provinciali             | You Can't Always Get What You Want                    | The Rolling Stones                                     | Nuove Direzioni                                                                                    |
| Le provinciali             | My Life Would Suck Without You                        | Kelly Clarkson                                         | Nuove Direzioni                                                                                    |
| Hell-O                     | Gives You Hell                                        | The All-American Rejects                               | Nuove Direzioni                                                                                    |
| Hell-O                     | Hello                                                 | Lionel Richie                                          | Jesse St.James                                                                                     |
| Hell-O                     | Hello Goodbye                                         | The Beatles                                            | Nuove Direzioni                                                                                    |
| Come Madonna               | Express Yourself                                      | Madonna                                                | Quinn Fabray, Mercedes Jones, Tina Cohen-Chang, Santana Lopez e Brittany Pierce                    |
| Come Madonna               | Borderline/Open Your Heart                            | Madonna                                                | Finn Hudson                                                                                        |
| Come Madonna               | Like a Virgin                                         | Madonna                                                | Will Schuester, Emma Pillsbury, Finn Hudson, Santana Lopez e Jesse St.James                        |
| Come Madonna               | Like a Prayer                                         | Madonna                                                | Nuove Direzioni e Jesse St.James                                                                   |
| Casa                       | Beautiful                                             | Christina Aguilera                                     | Nuove Direzioni e Mercedes Jones                                                                   |
| Casa                       | Home                                                  | The Wiz                                                | Nuove Direzioni e April Rhodes                                                                     |
| Cattiva reputazione        | Ice Ice Baby                                          | Vanilla Ice                                            | Nuove Direzioni e Will Schuester                                                                   |
| Cattiva reputazione        | Run Joey Run                                          | David Geddes                                           | Finn Hudson, Noah Puckerman, Santana Lopez, Brittany Pierce, Jesse St.James e Sandy Ryerson        |
| Cattiva reputazione        | Total Eclipse of the Heart                            | Bonnie Tyler                                           | Finn Hudson, Noah Puckerman e Jesse St.James                                                       |
| Senza voce                 | The Climb                                             | Miley Cyrus                                            | Solista                                                                                            |
| Senza voce                 | One                                                   | U2                                                     | Nuove Direzioni                                                                                    |
| Continua a sognare         | I Dreamed a Dream                                     | Les Misérables                                         | Shelby Corcoran                                                                                    |
| Continua a sognare         | Dream a Little Dream of Me                            | The Mamas & the Papas                                  | Nuove Direzioni, Artie Abrams, Tina Cohen-Chang e Mike Chang                                       |
| Teatralità                 | Bad Romance                                           | Lady Gaga                                              | Quinn Fabray, Kurt Hummel, Mercedes Jones e Tina Cohen-Chang                                       |
| Teatralità                 | Poker Face                                            | Lady Gaga                                              | Shelby Corcoran                                                                                    |
| Anima e rabbia             | Give Up The Funk (Tear the Roof off The Sucker)       | Parliament                                             | Nuove Direzioni                                                                                    |
| Le regionali               | Faithfully                                            | Journey                                                | Nuove Direzioni                                                                                    |
| Le regionali               | Any Way You Want It/Lovin', Touchin', Squeezin'       | Journey                                                | Nuove Direzioni                                                                                    |
| Le regionali               | Don't Stop Believin'                                  | Journey                                                | Nuove Direzioni                                                                                    |
| Le regionali               | To Sir, With Love                                     | La scuola della violenza                               | Nuove Direzioni                                                                                    |
| Audizioni                  | Empire State of Mind                                  | Jay-Z feat. Alicia Keys                                | Nuove Direzioni                                                                                    |
| Audizioni                  | Telephone                                             | Lady Gaga feat. Beyoncé                                | Sunshine Corazon                                                                                   |
| Audizioni                  | What I Did for Love                                   | A Chorus Line                                          | Solista                                                                                            |
| Britney/Brittany           | ...Baby One More Time                                 | Britney Spears                                         | Solista                                                                                            |
| Britney/Brittany           | Toxic                                                 | Britney Spears                                         | Nuove Direzioni e Will Schuester                                                                   |
| Britney/Brittany           | The Only Exception                                    | Paramore                                               | Solista                                                                                            |
| Santo panino               | Papa, Can You Hear Me?                                | Barbra Streisand                                       | Solista                                                                                            |
| Santo panino               | One of Us                                             | Joan Osborne                                           | Nuove Direzioni                                                                                    |
| Sfida a coppie             | Don't Go Breaking My Heart                            | Elton John feat. Kiki Dee                              | Finn Hudson                                                                                        |
| Sfida a coppie             | With You I'm Born Again                               | Billy Preston e Syreeta Wright                         | Finn Hudson                                                                                        |
| Sfida a coppie             | Get Happy/Happy Days Are Here Again                   | Judy Garland e Barbra Streisand                        | Kurt Hummel                                                                                        |
| The Rocky Horror Glee Show | There's A Light (Over at the Frankenstein Place)      | The Rocky Horror Show                                  | Nuove Direzioni                                                                                    |
| The Rocky Horror Glee Show | Dammit Janet                                          | The Rocky Horror Show                                  | Finn Hudson, Quinn Fabray, Kurt Hummel e Mercedes Jones                                            |
| The Rocky Horror Glee Show | Whatever Happened to Saturday Night                   | The Rocky Horror Show                                  | Nuove Direzioni e Carl Howell                                                                      |
| The Rocky Horror Glee Show | Time Warp                                             | The Rocky Horror Show                                  | Nuove Direzioni                                                                                    |
| Il primo bacio             | Start Me Up/Livin' on a Prayer                        | The Rolling Stones/Bon Jovi                            | Quinn Fabray, Mercedes Jones, Tina Cohen-Chang, Santana Lopez e Brittany Pierce                    |
| La supplente               | Forget You                                            | Cee Lo Green                                           | Nuove Direzioni e Holly Holliday                                                                   |
| La supplente               | Nowadays/Hot Honey Rag                                | Chicago                                                | Holly Holliday                                                                                     |
| La supplente               | Singin' in the Rain /Umbrella                         | Cantando sotto la pioggia / Rihanna                    | Nuove Direzioni, Will Schuester e Holly Holliday                                                   |
| Furt                       | Marry You                                             | Bruno Mars                                             | Nuove Direzioni                                                                                    |
| Furt                       | Just the Way You Are                                  | Bruno Mars                                             | Nuove Direzioni e Finn Hudson                                                                      |
| Nuove direzioni            | Don't Cry for Me, Argentina                           | Evita                                                  | Kurt Hummel                                                                                        |
| Nuove direzioni            | (I've Had) The Time of My Life                        | Dirty Dancing - Balli proibiti                         | Nuove Direzioni, Sam Evans e Quinn Fabray                                                          |
| Nuove direzioni            | Valerie                                               | The Zutons (Versione di Amy Winehouse)                 | Nuove Direzioni                                                                                    |
| Nuove direzioni            | Dog Days Are Over                                     | Florence and the Machine                               | Nuove Direzioni                                                                                    |
| Buon Natale                | The Most Wonderful Day of the Year                    | Rudolph the Red-Nosed Reindeer                         | Nuove Direzioni                                                                                    |
| Buon Natale                | We Need a Little Christmas                            | Mame                                                   | Nuove Direzioni                                                                                    |
| Buon Natale                | Merry Christmas Darling                               | The Carpenters                                         | Solista                                                                                            |
| Buon Natale                | Last Christmas                                        | Wham!                                                  | Finn Hudson                                                                                        |
| Buon Natale                | Welcome Christmas                                     | Il Grinch                                              | Nuove Direzioni                                                                                    |
| Buon Natale                | Deck The Rooftop (Deck the Halls / Up On the Rooftop) | Canzone popolare                                       | Mercedes Jones, Finn Hudson, Tina Cohen-Chang, Artie Abrams e Santana Lopez                        |
| Buon Natale                | God Rest Ye Merry, Gentlemen                          | Canzone popolare                                       | Mercedes Jones, Quinn Fabray, Tina Cohen-Chang e Santana Lopez                                     |
| Buon Natale                | O Holy Night                                          | Canzone popolare                                       | Solista                                                                                            |
| Gioco di squadra           | Need You Now                                          | Lady Antebellum                                        | Noah Puckerman                                                                                     |
| Gioco di squadra           | Thriller / Heads Will Roll                            | Michael Jackson / Yeah Yeah Yeahs                      | Nuove Direzioni e Titans                                                                           |
| Stupide canzoni d'amore    | Firework                                              | Katy Perry                                             | Solista                                                                                            |
| Tornare in cima            | Take Me or Leave Me                                   | Rent                                                   | Mercedes Jones                                                                                     |
| Tornare in cima            | Sing                                                  | My Chemical Romance                                    | Nuove Direzioni e Sue Sylvester                                                                    |
| Per un bicchiere di troppo | My Headband                                           | Canzone originale                                      | Solista                                                                                            |
| Per un bicchiere di troppo | Don't You Want Me                                     | The Human League                                       | Blaine Anderson                                                                                    |
| Per un bicchiere di troppo | Blame It (On the Alcohol)                             | Jamie Foxx feat. T-Pain                                | Nuove Direzioni                                                                                    |
| Per un bicchiere di troppo | Tik Tok                                               | Kesha                                                  | Nuove Direzioni                                                                                    |
| Sexy                       | Do You Wanna Touch Me?                                | Joan Jett                                              | Nuove Direzioni e Holly Holliday                                                                   |
| Sexy                       | Afternoon Delight                                     | Starland Vocal Band                                    | Emma Pillsbury, Noah Puckerman, Quinn Fabray e Carl Howell                                         |
| La nostra canzone          | Only Child                                            | Canzone originale                                      | Solista                                                                                            |
| La nostra canzone          | Hell To The No                                        | Canzone originale                                      | Mercedes Jones e le ragazze delle Nuove Direzioni                                                  |
| La nostra canzone          | Get It Right                                          | Canzone originale                                      | Solista                                                                                            |
| La nostra canzone          | Loser like Me                                         | Canzone originale                                      | Nuove Direzioni                                                                                    |
| Born This Way              | I Feel Pretty/Unpretty                                | West Side Story/TLC                                    | Quinn Fabray                                                                                       |
| Born This Way              | Barbra Streisand                                      | Duck Sauce                                             | Nuove Direzioni                                                                                    |
| Born This Way              | Born This Way                                         | Lady Gaga                                              | Nuove Direzioni                                                                                    |
| Pettegolezzi               | Go Your Own Way                                       | Fleetwood Mac                                          | Solista                                                                                            |
| Pettegolezzi               | Don't Stop                                            | Fleetwood Mac                                          | Nuove Direzioni                                                                                    |
| Il ballo                   | Rolling in the Deep                                   | Adele                                                  | Jesse St.James                                                                                     |
| Il ballo                   | Jar of Hearts                                         | Christina Perri                                        | Solista                                                                                            |
| Dirsi addio                | My Man                                                | Funny Girl                                             | Solista                                                                                            |
| Dirsi addio                | Pure Imagination                                      | Willy Wonka e la fabbrica di cioccolato                | Nuove Direzioni                                                                                    |
| New York                   | New York New York                                     | Frank Sinatra                                          | Nuove Direzioni                                                                                    |
| New York                   | I Love New York / New York New York                   | Madonna / On the Town                                  | Nuove Direzioni                                                                                    |
| New York                   | For Good                                              | Wicked                                                 | Kurt Hummel                                                                                        |
| New York                   | Pretending                                            | Canzone originale                                      | Finn Hudson e Nuove Direzioni                                                                      |
| New York                   | Light Up the World                                    | Canzone originale                                      | Nuove Direzioni                                                                                    |
| Il pianoforte viola        | Ding-Dong! The Witch Is Dead                          | Il mago di Oz                                          | Kurt Hummel                                                                                        |
| Il pianoforte viola        | We Got the Beat                                       | The Go-Go's                                            | Santana Lopez, Brittany Pierce e le Nuove Direzioni                                                |
| Il pianoforte viola        | You Can't Stop the Beat                               | Hairspray                                              | Le Nuove Direzioni                                                                                 |
| Sono un unicorno           | Somewhere                                             | West Side Story                                        | Shelby Corcoran                                                                                    |
| La F asiatica              | Out Here on My Own                                    | Saranno Famosi                                         | Solista                                                                                            |
| La prima volta             | Tonight                                               | West Side Story                                        | Blaine Anderson                                                                                    |
| La prima volta             | A Boy Like That                                       | West Side Story                                        | Santana Lopez                                                                                      |
| La prima volta             | One Hand, One Heart                                   | West Side Story                                        | Blaine Anderson                                                                                    |
| Le elezioni                | I Kissed a Girl                                       | Katy Perry                                             | Note Moleste, Quinn Fabray e Tina Cohen-Chang                                                      |
| Crescere                   | We are Young                                          | Fun. feat. Janelle Monáe                               | Nuove Direzioni                                                                                    |
| Uno straordinario Natale   | All I Want for Christmas Is You                       | Mariah Carey                                           | Nuove Direzioni e Mercedes Jones                                                                   |
| Uno straordinario Natale   | River                                                 | Joni Mitchell                                          | Solista                                                                                            |
| Uno straordinario Natale   | Extraordinary Merry Christmas                         | Canzone originale                                      | Blaine Anderson                                                                                    |
| Uno straordinario Natale   | My Favorite Things                                    | The Sound of Music                                     | Mercedes Jones, Kurt Hummel e Blaine Anderson                                                      |
| Uno straordinario Natale   | Santa Claus is Coming to Town                         | Bruce Springsteen e The E Street Band                  | Finn Hudson, Noah Puckerman, Mercedes Jones, Kurt Hummel e Blaine Anderson                         |
| Uno straordinario Natale   | Do They Know It's Christmas?                          | Band Aid                                               | Nuove Direzioni                                                                                    |
| Si\No                      | Summer Nights                                         | Grease                                                 | Nuove Direzioni                                                                                    |
| Si\No                      | The First Time Ever I Saw Your Face                   | Roberta Flack                                          | Tina Cohen-Chang, Mercedes Jones e Santana Lopez                                                   |
| Si\No                      | Without You                                           | David Guetta feat. Usher                               | Solista                                                                                            |
| Si\No                      | We Found Love                                         | Rihanna                                                | Nuove Direzioni                                                                                    |
| Michael                    | Wanna Be Startin' Somethin'                           | Michael Jackson                                        | Nuove Direzioni                                                                                    |
| Michael                    | Bad                                                   | Michael Jackson                                        | Nuove Direzioni e Usignoli                                                                         |
| Michael                    | Ben                                                   | Michael Jackson                                        | Finn Hudson e Kurt Hummel                                                                          |
| Michael                    | I Just Can't Stop Loving You                          | Michael Jackson feat. Siedah Garrett                   | Finn Hudson                                                                                        |
| Michael                    | Black or White                                        | Michael Jackson                                        | Nuove Direzioni                                                                                    |
| L'insegnante di Spagnolo   | Sexy and I Know It                                    | LMFAO                                                  | Nuove Direzioni e David Martinez                                                                   |
| Cuore                      | Love Shack                                            | The B-52's                                             | Blaine Anderson, Kurt Hummel, Mercedes Jones e Brittany Pierce                                     |
| Sto arrivando              | Fly/I Believe I Can Fly                               | Nicki Minaj feat. Rihanna / R. Kelly                   | Nuove Direzioni                                                                                    |
| Sto arrivando              | Here's to Us                                          | Halestorm                                              | Nuove Direzioni                                                                                    |
| Saturday Night Glee-ver    | Night Fever                                           | Bee Gees                                               | Nuove Direzioni, Will Schuester e Sue Sylvester                                                    |
| Saturday Night Glee-ver    | How Deep Is Your Love                                 | Bee Gees                                               | Solista                                                                                            |
| Saturday Night Glee-ver    | More Than a Woman                                     | Bee Gees                                               | Nuove Direzioni                                                                                    |
| Saturday Night Glee-ver    | Stayin' Alive                                         | Bee Gees                                               | Nuove Direzioni e Sue Sylvester                                                                    |
| Addio, Whitney             | How Will I Know                                       | Whitney Houston                                        | Mercedes Jones, Santana Lopez e Kurt Hummel                                                        |
| Addio, Whitney             | So Emotional                                          | Whitney Houston                                        | Santana Lopez                                                                                      |
| Addio, Whitney             | It's Not Right but It's Okay                          | Whitney Houston                                        | Nuove Direzioni e Blaine Anderson                                                                  |
| Addio, Whitney             | My Love Is Your Love                                  | Whitney Houston                                        | Nuove Direzioni                                                                                    |
| L'occasione di una vita    | Don't Rain on My Parade                               | Funny Girl                                             | Solista                                                                                            |
| L'occasione di una vita    | Cry                                                   | Kelly Clarkson                                         | Solista                                                                                            |
| L'ultimo ballo             | Big Girls Don't Cry                                   | Fergie                                                 | Kurt Hummel e Blaine Anderson                                                                      |
| Il fattore Unique          | I Won't Give Up                                       | Jason Mraz                                             | Solista                                                                                            |
| Il fattore Unique          | Flashdance... What a Feeling                          | Irene Cara                                             | Tina Cohen-Chang                                                                                   |
| Le Nazionali               | It's All Coming Back to Me Now                        | Céline Dion                                            | Nuove Direzioni                                                                                    |
| Le Nazionali               | Paradise by the Dashboard Light                       | Meat Loaf                                              | Nuove Direzioni                                                                                    |
| Le Nazionali               | Tongue Tied                                           | Grouplove                                              | Nuove Direzioni                                                                                    |
| Le Nazionali               | We Are the Champions                                  | Queen                                                  | Nuove Direzioni                                                                                    |
| Il giorno del diploma      | Sit Down, You're Rocking the Boat                     | Guys And Dolls                                         | Artie Abrams, Tina Cohen-Chang, Mercedes Jones e Kurt Hummel                                       |
| Il giorno del diploma      | You Get What You Give                                 | New Radicals                                           | Finn Hudson, Quinn Fabray, Mercedes Jones, Noah Puckerman, Mike Chang, Kurt Hummel e Santana Lopez |
| Il giorno del diploma      | Roots Before Branches                                 | Room For Two                                           | Finn Hudson                                                                                        |
| Il giorno del diploma      | I Was Here                                            | Beyoncé                                                | Solista                                                                                            |